# Julius Kade
Julius Kade (Berlín, 20 de mayo de 1999) es un futbolista alemán que juega en la demarcación de centrocampista para el F. C. Emmen de la Eerste Divisie.

## Biografía
Tras formarse como futbolista en el Sportfreunde Kladow, en 2008 pasó a la disciplina del Hertha Berlín. Allí empezó a subir de categoría hasta que en 2016 debutó con el segundo equipo. En esa misma temporada, el 5 de abril de 2017 debutó con el primer equipo, haciendo su debut como profesional en un encuentro de la Bundesliga contra el Borussia Mönchengladbach.
En junio de 2019 fichó por el F. C. Union Berlin. Sin llegar a jugar ningún partido con el primer equipo, el 5 de agosto de 2020 fue traspasado al Dinamo Dresde. Logró el ascenso a la 2. Bundesliga y en junio de 2021 el Union Berlin hizo efectiva la opción de recompra que tenía, regresando así al conjunto capitalino. Al mes siguiente acabó volviendo al Dinamo Dresde firmando un contrato por tres temporadas. Estuvo un par de ellas y en agosto de 2023 fichó por el SV Wehen Wiesbaden. En este equipo solo estuvo una campaña y en junio de 2024 se unió al F. C. Emmen neerlandés.

## Clubes
| Club               | País         | Año       | Partidos | Goles |
| ------------------ | ------------ | --------- | -------- | ----- |
| Hertha Berlín II   | Alemania     | 2016-2018 | 13       | 5     |
| Hertha Berlín      | Alemania     | 2017-2019 | 2        | 0     |
| F. C. Union Berlin | Alemania     | 2019-2020 | 0        | 0     |
| Dinamo Dresde      | Alemania     | 2020-2021 | 32       | 3     |
| F. C. Union Berlin | Alemania     | 2021      | 0        | 0     |
| Dinamo Dresde      | Alemania     | 2021-2023 | 49       | 3     |
| SV Wehen Wiesbaden | Alemania     | 2023-2024 | 9        | 0     |
| F. C. Emmen        | Países Bajos | 2024-     | 27       | 4     |